# Tibouchina rufipilis
Tibouchina rufipilis är en tvåhjärtbladig växtart som först beskrevs av Diederich Franz Leonhard von Schlechtendal, och fick sitt nu gällande namn av Célestin Alfred Cogniaux. Tibouchina rufipilis ingår i släktet Tibouchina och familjen Melastomataceae. Inga underarter finns listade i Catalogue of Life.